# ティンウー
ティンウー（ビルマ語: တင်ဦး、IPA: [tɪ̀ɰ̃ ʔú] 、1927年3月11日 - 2024年6月1日）は、ウー・ティンウーとも呼ばれる、ミャンマーの政治家、活動家、ミャンマー軍（以下、国軍）の将軍であり、国民民主連盟（NLD）の創設者の一人。軍情報局（MIS）のティンウー（Tin Oo）とは同姓同名の別人である。

## 軍歴
1942年、16歳の時に日本占領下で再編されたビルマ防衛軍（BDA）に入隊。1943年に日本軍がヤンゴンのミンガラドン郡区に設立した、中堅幹部養成を目的とする士官学校の3期生でもある。
1951年に歩兵大隊隊長となり、シャン州北部に侵入してきた中国国民党軍やラカイン北部で反乱を起こしたムスリムの武装組織・ムジャーヒディーンとの戦闘で功績を上げ、国軍3番目の勲章であるトゥラ賞を2度受賞した。1964年から7年半、ビルマ共産党（CPB）の根拠地があったバゴー山脈の中央軍管区司令官を務めた。
1974年、民政移管をした際に、国軍総司令官に就任。人望が厚く、部下にも国民にも人気があったが、同年ヤンゴンで元国連事務総長・ウ・タントの葬儀の際には、暴徒化した群衆を弾圧する側に回った。後年、「国軍総司令官として、私は人々に発砲し、銃で撃ち殺さざるを得なかった。それが政府の方針だった。私は盲目的に従った」と述懐している。しかし、1976年の学生デモの際には、一端閉鎖された大学がまもなく再開されたことにより、ティンウーは人民の擁護者として称賛され、学生たちは「ティンウー万歳！」と叫んだ。
1976年2月のある夜、末息子の死からわずか数日後、ティンウーはネ・ウィンに呼び出され、ティンウーの妻が食堂と浴室を飾るために香港から床タイルやペンキを注文したという理由で国軍総司令官の任を解かれた。しかし、解任の真の理由は、ネウィンが国民と軍人の間で人気の高いティンウーを脅威に感じたからだと言われている。
同年3月、この解任劇に不満なオーチョーミン（Ohn Kyaw Myint）陸軍大尉以下、ティンウーの部下だった若い陸軍将校のグループが、ネウィン、サンユ、ティンウー国家情報局長の暗殺を計画。ティンウーは事前に計画を告げられ、中止を要請したが、結局、オーチョーミンらは計画を実行に移し、失敗に終わった。オーチョーミンは逮捕されて死刑判決を受け、ティンウーも計画に関与していた容疑で懲役7年の刑を受けてインセイン刑務所に送られ、年金も打ち切られただ。
1980年、ティンウーは恩赦を受けて釈放され、その後、法学の学位を取得した。

## 国民民主連盟（NLD）の政治家として
8888民主化運動の際、アウンサンスーチー、アウンジー、ウー・ヌとともに次期リーダーに祭り上げられ、政治の表舞台に復帰した。国民民主連盟（NLD）が結成されると、自身と同じくネ・ウィンによって失脚させられた元軍人155人を引き連れて副議長に就任、アウンジーが離党した後は議長に就任した。しかし、事実上のNLDのリーダーはスーチーだった。いずれにせよ、NLDに多数の軍人が参加したことは、国軍の目には深刻な裏切り行為と映り、後の激しいNLD弾圧に繋がったと言われている。しかし1989年7月、ティンウーはスーチーとともに自宅軟禁下に置かれ、1995年3月になってやっと解放された。
しかし、2000年9月、ティンウーは一度、軍施設に連行され、その後、2001年1月まで再び自宅軟禁下に置かれた。そして、2003年5月30日、サガイン地方域・モンユワ近郊のディベイン村で、遊説中のスーチーが乗った車がUSDAのメンバーと思われる数千人の暴徒に襲撃される事件が発生。現場に居合わせたティンウーは命からがら逃げ出したが、その後、スーチーとともに三度自宅軟禁下に置かれた。釈放されたのは2010年2月になってからで、釈放後、NLD副議長に就任した。
2011年、ティンウーはインタビューでロヒンギャのことを「不法移民」と呼び、ロヒンギャの人権団体から批判を浴びた。その際、「彼はロヒンギャの村32か所を完全に破壊し、多くの人々を殺害し、罪のない村人たちを東パキスタン（現バングラデシュ）国境に追いやった」と過去を掘り返されている。しかし、2015年にもティンウーは「私はラカイン州に侵攻した東パキスタン軍（ムジャーヒディーン）を追い出した国軍を率いた。ナフ川河口の島々を守り、そこがラカイン州の人々の土地であり続けるようにした」「今、私はラカイン州民の利益と領土保全を守ることを約束する」と語っている。一方、ティンウーは、当時激しいムスリムヘイトを繰り返していたミャンマー愛国協会（マバタ）をNLDの選挙運動を妨害していると批判し、後日、マバタの有力僧侶だったアシン・ウィラトゥの元を訪れ、平身低頭に謝罪する羽目に追いこまれたこともあった。
2016年、NLD政権が成立すると、憲法の規定により大統領になれないスーチーの代わりにティンウーが大統領になるべきという声が高まったが、彼は断った。ティンウーは党最高顧問となり、「閣僚になった者は党活動に参加できない」という憲法の規定により、スーチーが党活動を行えなかったことから、公の場ではNLDの代表者として活動した。
2017年5月、91歳の時に自宅の浴室で転倒して脳卒中を起こし、以後、右半身が麻痺し、ほとんど話せない状態になり、自宅で車椅子での生活となった。

## 死
2021年のクーデター後も、他のNLD関係者が相次いで逮捕される中、ティンウーは健康上の理由により拘束を免れていた。2021年12月には国軍総司令官ミンアウンフライン上級大将の訪問を受けた。
2024年6月1日、老衰により死去。享年97歳。葬儀には内戦の最中（でNLDが2度目の解党処分を受けた）にもかかわらず、胸にNLDの党旗をあしらったバッジをつけ、NLDの正装の上着をまとったNLDの関係者が何人も姿を現す異例の光景が見られた。